# Badsee (Landschaftsschutzgebiet)
Das Gebiet Badsee ist ein mit Verordnung vom 1. April 1981 des Landratsamts Ravensburg ausgewiesenes Landschaftsschutzgebiet (LSG-Nummer 4.36.025) im Nordosten der Gemeinde Argenbühl, im Norden der Stadt Isny im Allgäu und im Süden der Stadt Leutkirch im Allgäu, im baden-württembergischen Landkreis Ravensburg.

## Lage
Das rund 1046 Hektar große Landschaftsschutzgebiet gehört naturräumlich zum Westallgäuer Hügelland. Es liegt etwa sieben Kilometer nordwestlich von Isny, umschließt den auch Haldensee genannten Badsee sowie die Naturschutzgebiete Badsee und Taufach- und Fetzachmoos mit Urseen. Das Schutzgebiet liegt auf den Gemarkungen Beuren, Christazhofen (zu Argenbühl), Gebrazhofen, Herlazhofen und Friesenhofen (alle zu Leutkirch).

## Schutzzweck
Wesentlicher Schutzzweck ist die Erhaltung der typischen kleinräumigen Allgäulandschaft mit ihren stehenden und fließenden Gewässern, insbesondere den Uferbereichen sowie den Mooren, Streuwiesen, Wäldern und Gehölzen und den landschaftstypischen morphologischen Kleinformen im Interesse der für dieses Gebiet typischen Tier- und Pflanzenwelt sowie die Bewahrung der Erholungseignung.